# Suasa (bướm)
Suasa là một chi bướm ngày thuộc họ Lycaenidae.

## Các loài
- Suasa lisides
- Suasa madaura
- Suasa suessa